# Trove (site web australien)
Trove est un agrégateur de bases de données et un service de bibliothèque en ligne australien qui comprend des documents en texte intégral, des images numériques, des données bibliographiques et des données sur les fonds documentaires qui ne sont pas disponibles sous forme numérique, et un moteur de recherche à facettes gratuit comme outil de découverte. La base de données comprend des archives, des images, des journaux, des documents officiels, des sites Web archivés, des manuscrits et d'autres types de données. Hébergé par la Bibliothèque nationale d'Australie en partenariat avec des fournisseurs de contenu, notamment des membres de la National and State Libraries Australia, il s'agit de l'un des services GLAM les plus respectés et les plus consultés en Australie, avec plus de 70 000 utilisateurs quotidiens.
Fondée sur des antécédents remontant à 1996, la première version de Trove a été mise à la disposition du public fin 2009. Elle comprend du contenu provenant de bibliothèques, de musées, d'archives, de dépôts et d'autres organisations, en particulier en Australie. Il permet de rechercher des entrées de catalogue de livres dans les bibliothèques australiennes (dont certains sont entièrement disponibles en ligne), des revues universitaires et autres, ainsi que des recherches en texte intégral de journaux archivés numérisés, de gazettes gouvernementales et de sites Web archivés. Il permet d'accéder à des images numérisées, des cartes, des informations agrégées sur des personnes et des organisations, des journaux intimes et des lettres archivés, ainsi qu'à tout le contenu numérique qui a été déposé via National edeposit (NED). Le contenu consultable comprend également la musique, le son et les vidéos, ainsi que les transcriptions d'émissions de radio. À l'exception des journaux numérisés, aucun de ces contenus n'est hébergé par Trove lui-même, qui indexe le contenu des métadonnées des collections de ses partenaires, les formate et les gère, et affiche les informations agrégées dans un résultat de recherche classé par pertinence.
Dans le sillage des réductions de financement du gouvernement depuis 2015, la Bibliothèque nationale et d'autres organisations ont eu du mal à tenir le rythme pour assurer la circulation et la mise à jour des contenus sur Trove. 

## Histoire
Les origines de Trove sont à chercher dans le développement de services antérieurs tels que l' Australian Bibliographic Network (ABN), un service de catalogage partagé lancé en 1981.
Le Single Business Discovery Project a été lancé en août 2008. L'intention était de créer un point d'entrée unique pour le public vers les différents services de découverte en ligne développés par la bibliothèque entre 1997 et 2008, notamment,,:
- archives PANDORE (1996);
- le Register of Australian Archives and Manuscripts (Registre des archives et manuscrits australiens) (RAAM, lancé en 1997) ;
- Picture Australia (2000)[5],[6];
- Libraries Australia (le service qui s'est développé à partir de l'ABN en 2006) ;
- Australia Dancing, une coentreprise avec Ausdance (2003);
- Music Australia (2005);
- ARROW Discovery Service (d'abord Australian Research Repositories Online, puis Australian Research Online, lancé en 2005) ;
- People Australia (fin 2006); et
- Australian Newspapers Beta service (juillet 2008).

Le service développé par le projet s'appelait Single Business Discovery Service, et était aussi brièvement connu par le personnel sous le nom de Girt. Le nom Trove a été suggéré par un membre du personnel, avec l'association d'un trésor et du verbe français trouver (trouver ou découvrir).
Les principales caractéristiques du service ont été conçues pour créer un système de recherche à facettes spécifique au contenu australien. L'intégration étroite avec les bases de données des fournisseurs a permis de mettre en place des fonctions "Trouver et obtenir" (par exemple, visionner en numérique, emprunter, acheter, copier). Parmi les fonctionnalités supplémentaires importantes, citons la mise à disposition d'un outil de "vérification des droits d'auteur" et d'identifiants pérennes (qui permettent des URL stables).
La première version de Trove a été rendue publique fin 2009.

### Mise en œuvre
La Bibliothèque nationale d'Australie a regroupé huit outils de recherche en ligne différents, développés sur une période de douze ans, en une nouvelle interface de recherche unique, qui a été publiée sous forme de prototype en mai 2009 pour recueillir les commentaires du public avant d'être lancée en novembre 2009 sous le nom de Trove. Il est continuellement mis à jour pour étendre sa portée,. À l'exception notable de la "zone" du journal, aucun des documents qui apparaissent dans les résultats de recherche de Trove n'est hébergé par Trove lui-même. Au lieu de cela, Trove indexe le contenu des métadonnées des collections de ses partenaires de contenu et affiche les informations agrégées dans un résultat de recherche classé par ordre de pertinence.
Le service est construit à l'aide d'une variété de logiciels open source,. Trove fournit une interface de programmation d'application (API) gratuite et publique. Cela permet aux développeurs de rechercher dans les enregistrements des livres, des images, des cartes, des vidéos, des archives, de la musique, des sons, des articles de journaux et des listes et de récupérer les métadonnées associées à l'aide d'un encodage XML et JSON,. Le texte intégral des articles de journaux numérisés est également disponible.
Plusieurs styles de citation sont automatiquement produits par le logiciel, donnant une URL stable au niveau de l'édition, de la page ou de l'article pour tout journal. Wikipedia a été étroitement intégré dès le début du projet, faisant de Trove le premier site Web GLAM au monde à intégrer l'API Wikipedia dans son produit.

### Années 2010
Trove a continué à évoluer et à prendre en charge de nouveaux services et collections. En 2016, en collaboration avec la State Library of New South Wales, Trove a lancé la zone journal officiel et continue de collecter les journaux officiels de tous les niveaux de gouvernement ( gouvernement de l'Australie et États et territoires de l'Australie ) dans la mesure du possible.
En mars 2019, PANDORA a été intégré aux archives l' Australian Web Archive, qui comprennent les archives PANDORA, l' Australian Government Web Archive (AGWA) et les collections de domaines ".au" de la Bibliothèque nationale, en utilisant une interface unique dans Trove qui est accessible au public,,,.

## Contenu et services

### Description
Trove a dépassé ses objectifs initiaux et est devenu "une communauté, un ensemble de services, une agrégation de métadonnées et un dépôt croissant de ressources numériques en texte intégral" et "une plate-forme sur laquelle se construisent de nouvelles connaissances". Il s'agit désormais d'une collaboration entre la bibliothèque nationale, les bibliothèques des États et des territoires australiens et des centaines d'autres institutions culturelles et de recherche dans toute l'Australie
Il s'agit d'un agrégateur de bases de données de bibliothèques en ligne australiennes ; un moteur de recherche à facettes gratuit hébergé par la  National Library of Australia, en partenariat avec des fournisseurs de contenu, notamment des membres de la National and State Libraries Australia (NSLA).

### Contenu et diffusion
Trove "rassemble le contenu de bibliothèques, de musées, d'archives, de dépôts et d'autres organismes de recherche et de collecte, grands et petits" afin d'aider les utilisateurs à trouver et à utiliser des ressources relatives à l'Australie, et le contenu est donc axé sur l'Australie. Une grande partie du matériel peut être difficile à retrouver avec d'autres outils de recherche, par exemple dans les cas où il fait partie du Web profond, y compris les documents détenus dans les bases de données de collection, ou dans des projets tels que l'archive web PANDORA, Australian Research Online, Australian National Bibliographic Database et d'autres mentionnés ci-dessus.
Depuis 2019, Trove comprend l'accès à tous les documents numériques déposés par les éditeurs australiens en vertu des dispositions relatives au  dépôt légal de la loi de 1968 sur le droit d'auteur, modifiée en 2017 pour inclure ces publications. Ces ressources sont identifiables par un affichage dans le coin supérieur droit dans les visionneuses d'ebook et de pdf, indiquant "National edeposit collection". Beaucoup d'entre elles sont lisibles et certaines sont téléchargeables, selon les conditions d'accès.
Le contenu du site est divisé en "zones" désignant différentes formes de contenu qui peuvent être recherchées ensemble ou séparément.

#### Livres
La zone des livres permet de faire des recherches dans les catalogues collectifs des institutions trouvables dans Libraries Australia en utilisant la base de données bibliographiques nationale australienne (ANBD). Elle permet d'accéder aux livres, des livres audio, des livres électroniques, des thèses, des actes de conférence et des brochures répertoriés dans l'ANBD, qui est un catalogue collectif des articles détenus dans les bibliothèques australiennes et une base de données bibliographiques nationale des ressources, y compris les publications australiennes en ligne. Les notices bibliographiques de l'ANBD sont également téléchargées dans le catalogue collectif mondial WorldCat. Les résultats peuvent être filtrés par format si vous recherchez du braille, des livres audio, des thèses ou des actes de conférence, ainsi que par décennie et par langue de publication. Un filtre pour le contenu australien est également prévu,.

#### Journaux

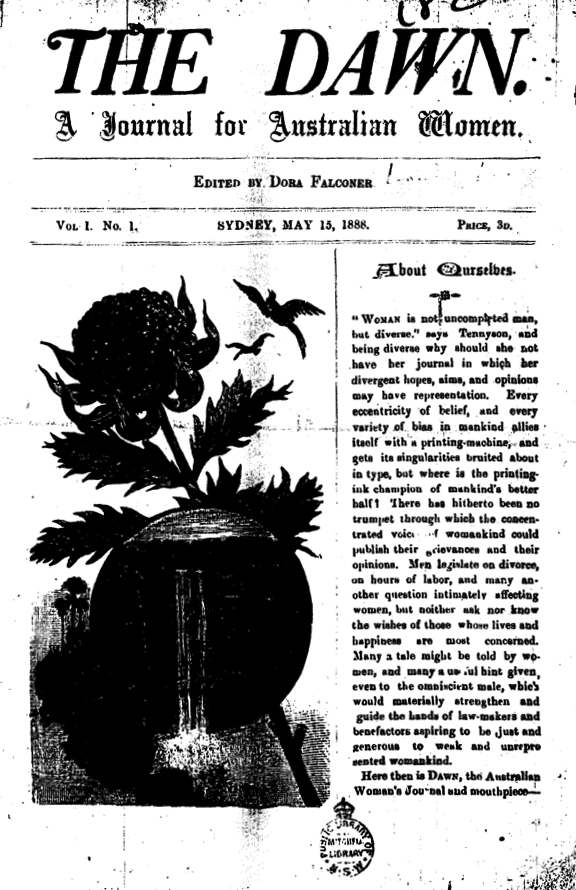
Couverture du numéro 1 de The Dawn, 15 mai 1888. Le premier magazine féministe en Australie.

Trove permet d'effectuer des recherches textuelles dans les journaux historiques numérisés. La zone "Newspapers" remplace l'ancien site "Australian Newspapers".[réf. nécessaire] Il offre un accès par recherche textuelle à plus de 700 journaux australiens historiques de chaque État et Territoire. En 2014, plus de 13,5 millions de pages de journaux numérisées ont été mises à disposition par Trove dans le cadre de l'Australian Newspaper Plan (ANPlan), un "programme de collaboration visant à collecter et à préserver tous les journaux publiés en Australie, garantissant l'accès du public" à ces documents historiques importants.
L'étendue des archives de journaux numérisées est vaste et comprend des publications aujourd'hui disparues, telles que l' Australian Home Companion et le Band of Hope Journal et The Barrier Miner en Nouvelle-Galles du Sud et The Argus à Victoria,. Il comprend le plus ancien journal australien publié, la Gazette de Sydney (qui date de 1803), et certains journaux en langue locale. On y trouve également The Australian Women's Weekly,.
The Canberra Times est le seul grand journal disponible au-delà de 1957. Il a autorisé la publication de ses archives sous copyright jusqu'en 1995 dans le cadre du "centenaire de Canberra" en 2013, et les coûts de numérisation ont été financés par une campagne de financement participatif. Également financé par financement participatif, le magazine féministe australien The Dawn a été inclus dans la Journée internationale de la femme 2012,
En date du 10 mai 2020, 23 498 368 pages de journaux et 2 026 782 pages de gazettes gouvernementales étaient disponibles à la consultation.
Projet de numérisation des journaux australiens
Le 25 juillet 2008, le service "Australian Newspapers Beta" a été mis à la disposition du public sous la forme d'un site Web autonome et, un an plus tard, il est devenu une partie intégrante du nouveau site Trove. Le service contient des millions d'articles à partir de 1803, et d'autres contenus sont ajoutés régulièrement. Le site web était le visage public du projet de numérisation des journaux australiens, une coordination des principales bibliothèques d'Australie visant à convertir les journaux historiques en fichiers numériques permettant la recherche de texte. Le site web Australian Newspapers permettait aux utilisateurs d'effectuer des recherches dans la base de données des journaux numérisés de 1803 à 1954 qui sont désormais dans le domaine public.
Les journaux (souvent des microfiches ou d'autres fac-similés photographiques) ont été numérisés et le texte des articles a été saisie par reconnaissance optique de caractères (OCR) pour faciliter la recherche, mais il contient de nombreuses erreurs de reconnaissance de caractères, souvent dues à des fac-similés de mauvaise qualité,.
Correcteurs publics de texte
Depuis août 2008, le système a intégré la correction de texte  par le public comme une fonctionnalité majeure, permettant au public de modifier le texte consultable. De nombreux utilisateurs ont contribué à des dizaines de milliers de lignes corrigées, et certains ont contribué à des millions. En janvier 2022, 5,82% ddes articles comportaient au moins une correction. Cette participation collaborative permet aux utilisateurs de donner en retour au service et, au fil du temps, améliore la facilité de recherche de la base de données,. La communauté des correcteurs de texte et les autres utilisateurs de Trove ont été appelés les "Trovites".

#### Sites Internet
L' Australian Web Archive, créé en mars 2019, comprend des sites Web archivés de 1996 à nos jours. Il s'agit du principal portail de recherche du service d'archivage Web PANDORA, et comprend également les archives Web du gouvernement australien (AGWA) ainsi que des sites Web du domaine ".au", qui sont collectés chaque année par le biais de grands robots d'indexation

#### Autres zones
(Dans l'ordre de présentation le long de l'onglet supérieur )
Music, sound and videos
- Pictures, photos, objects : Images, photos, objets, y compris les photographies numérisées, les dessins, les affiches, les cartes postales, etc. Un nombre considérable d'images sur Flickr avec la licence appropriée sont également données[54]. Remplace l'ancien site "Pictures Australia".
- Journals, articles and datasets : Recherche de revues, d'articles et d'ensembles de données dans des périodiques universitaires et autres, et divers ensembles de données.
- Government Gazettes (Journal officiel), permet de rechercher des publications officielles rédigées dans le but d'informer le public des affaires du gouvernement.
- Music, sound and videos (Musique, son et vidéos), permet la recherche de partitions historiques numérisées et des enregistrements audio. Remplace l'ancien site "Music Australia". Comprend également des transcriptions consultables de nombreux programmes de Radio National[55]
- Maps (Plans)
- Diaries, letters, archives (Journaux, lettres, archives)
- People and organisations (Personnes et organisations) : permet de rechercher des informations biographiques et d'autres ressources sur les personnes et les organisations associées, à partir de ressources telles que l'Australian Dictionary of Biography.
- Lists (Listes) Les utilisateurs peuvent créer un compte et se connecter à Trove. Une fois cette étape franchie, un type de "zone" appelé Lists permet aux utilisateurs connectés de créer leurs propres compilations publiques d'éléments trouvés lors de recherches dans Trove. Il est également possible de rejoindre la communauté Trove et d'apporter des contributions aux ressources, telles que des étiquettes, des commentaires et des corrections.

## Réception et utilisation
Dans un discours liminaire prononcé lors de la 14e conférence de la National Australian Library and Information Association (ALIA) à Melbourne en 2014, Roly Keating, directeur général de la British Library, a décrit Trove comme "exemplaire" - un "choix des deux côtés" d'archives interconnectées riches et importantes.
Tim Sherratt, chercheur en sciences humaines numériques et responsable de Trove, a fait remarquer qu'en ce qui concerne l'interface de programmation d'application (API) de Trove, "la fourniture de ressources du patrimoine culturel sous une forme lisible par machine, que ce soit par le biais d'une API personnalisée ou de données ouvertes liées,offre plus qu'un accès amélioré ou des possibilités d'agrégation. Elle ouvre ces ressources à la transformation. Elle nous permet d'aller au-delà de la "découverte" en tant que mode d'interaction pour analyser, extraire, visualiser et jouer". Le développement ultérieur de GLAM Workbench vise à utiliser ces données lisibles par machine. Depuis 2018, le réseau académique et de recherche australien (AARNet) fournit un environnement Jupyter Notebooks dédié qui permet aux chercheurs "d'explorer et d'analyser facilement les données détenues par la Bibliothèque nationale d'Australie (et Cloudstor) à l'aide de Jupyter Notebooks créés et partagés ouvertement par le professeur associé Tim Sherratt via le 'GLAM Workbench'.".
Le site a été décrit comme "un modèle pour les projets de numérisation en collaboration et sert à informer les institutions du patrimoine culturel qui constituent des collections numériques de petite et grande taille".
L'accès d'archives de journaux rend le service intéressant pour les généalogistes,, et les knitters. C'est l'un des services GLAM (galeries, bibliothèques, archives et musées) les plus respectés et les plus utilisés en Australie, avec plus de 70 000 utilisateurs quotidiens,.
Liz Stainforth de l'Université de Leeds appelle "cette bête rare : une plateforme de patrimoine numérique à vocation populaire" ; "'une des plus réussies de son genre parmi des agrégateurs tels qu'Europeana, la Digital Public Library of America et. . . DigitalNZ ". Ce qui la distingue des trois autres, c'est qu'elle délivre également du contenu, et s'engage auprès du grand public, ce qui a créé une forme de communauté en ligne parmi ses correcteurs de texte. Les utilisateurs peuvent se connecter et ainsi créer leurs propres listes, et également corriger le texte des journaux scannés à l'aide de la reconnaissance optique de caractères (OCR), avec un tableau d'honneur pour les meilleurs correcteurs. Les chercheurs internationaux utilisent également Trove : une étude de 2018 a montré que le site figurait parmi les 15 premiers pour les citations externes dans la version anglophone de Wikipédia. La largeur et l'étendue de son audience ajoutent à son caractère unique.

### Prix
Trove a reçu le prix 2011 de l'excellence en matière d'administration en ligne et le prix 2011 de la catégorie "prestation de services",.

## Réductions budgétaires
Dans le sillage de la déclaration de mi-2015 du gouvernement australien sur les perspectives économiques et fiscales, le financement de Trove a été réduit, de sorte que la Bibliothèque nationale d'Australie a cessé "d'agréger le contenu de Trove provenant des musées et des universités, à moins qu'elle ne soit entièrement financée pour le faire". En outre, il a été affirmé que ces réductions auraient pour conséquence que "de nombreuses petites institutions australiennes ne pourraient pas se permettre d'ajouter leurs collections numériques à cette infrastructure nationale de la connaissance". Ces petites institutions comprendraient les sociétés historiques locales, les clubs, les écoles, les organisations commerciales et publiques, ainsi que les collections privées.
En mars 2016, dix grandes galeries, bibliothèques, archives et musées australiens (communément appelés le secteur GLAM ) ont signé une déclaration de soutien à Trove, dans laquelle ils ont prévenu que les coupes budgétaires allaient « entraver le développement de notre portail leader mondial et constituer un obstacle majeur à l'exposition des collections des institutions plus petites et régionales » et que « sans financement supplémentaire, Trove ne remplira pas sa promesse de site de découverte de tout le contenu culturel australien ». Des déclarations similaires ont été émises par l'Académie australienne des sciences humaines et le National Trust (NSW).
Tim Sherratt, un ancien responsable de Trove, a prévenu début 2016 que moins de collections seraient ajoutées et que moins de contenu numérisé serait disponible - « pas tout à fait un gel du contenu, mais certainement un ralentissement ».
Après une vaste campagne, notamment une campagne publique sur Twitter, Trove a reçu un engagement de 16,4 millions de dollars australiens en décembre 2016, réparti sur quatre ans,.
Début 2020, face à l'explosion de la demande pour tous les types de services numériques, la Bibliothèque nationale a dû faire face à des ressources en personnel de plus en plus réduites pour développer les services sur Trove et National edeposit, et a entrepris une restructuration de son personnel et de ses opérations

## Poursuite du développement
En juillet-août 2020, une interface utilisateur remaniée a été déployée, avec un affichage plus ouvert des résultats de recherche et un nouveau logo rappelant un trou de serrure.